# Manuel Pinto
Pour les articles homonymes, voir Pinto.
Manuel Pinto, de son nom complet Manuel Campos Pinto, est un footballeur portugais né le 14 décembre 1938 à Montijo. Il évoluait au poste de défenseur central.

## Biographie

### En club
Manuel Pinto commence sa carrière au Benfica Lisbonne : en disputant deux matchs, il est sacré Champion du Portugal lors de la saison 1960-61,,.
Après une deuxième saison cette fois-ci sans disputer de matchs, il rejoint le Vitória Guimarães,,.
Il s'impose comme un joueur majeur du Vitória Guimarães, disputant 12 saisons avec le club,,.
Après des passages dans des clubs des divisions amateurs du Portugal, Manuel Pinto raccroche les crampons en 1983,,.
Il dispute un total de 277 matchs pour 15 buts marqués en première division portugaise,. Au sein des compétitions européennes, il dispute 4 matchs en Coupe des villes de foires pour un but marqué.

### En équipe nationale
International portugais, il reçoit deux sélections en équipe du Portugal en 1969.  Le 6 avril, il dispute un match contre le Mexique (match nul 0-0 à Oeiras). Le 4 mai, il joue pour le compte des qualifications pour la Coupe du monde 1970 contre la Grèce (match nul 2-2 à Porto).

## Palmarès
Benfica Lisbonne
| - Championnat du Portugal (1) : - Champion : 1960-61. |